# Sandra Giles
Sandra Giles (eigentlich Lelia Bernice Giles, * 24. Juli 1932 in Hooker, Oklahoma; † 25. Dezember 2016 in Los Angeles) war eine US-amerikanische Schauspielerin, Fotomodel und Glamourgirl der 1950er und 1960er Jahre.

## Karriere
In ihrer Heimat bereits mehrfach zur Schönheitskönigin gewählt, zog Sandra Giles Anfang der 1950er Jahre nach Hollywood, um eine Karriere als Schauspielerin anzustreben. Sie arbeitete als Sekretärin, bevor sie über ihre Mitbewohnerin, die spätere Miss Hollywood Stars Juli Reding, erste Kontakte mit dem Presseagenten Shelly Davis knüpfte. Giles’ Aussehen und Auftreten ähnelte dem des Filmstars Jayne Mansfield und ähnlich wie Mansfield nutzte Sandra Giles gezielt inszenierte und öffentlichkeitswirksame Auftritte, um Aufsehen bei Fotografen und Presseleuten zu erregen. So fuhr sie bei der Premiere des Films Reporter der Liebe (1958) in einem mit rosa Kunstpelz verkleideten Ford Thunderbird vor. Neben dem Auftreten als Sexbombe präsentierte das Pin-up-Girl der Klatschpresse diverse romantische Beziehungen mit Männern der Hollywood-High Society. Ihre erste Filmrolle hatte sie 1958 in Daddy-O, es folgten Spielfilme wie Lost, Lonely and Vicious und Schwarze Sporen. Einen ihrer letzten Auftritte hatte sie 1990 in der Episode Niemand stirbt zweimal der Krimireihe Columbo.

## Filmografie (Auswahl)
Filmauftritte
- 1958: Daddy-O
- 1958: Jim, der eiskalte Killer (A Lust to Kill)
- 1963: Ob blond, ob braun … (It Happened at the World’s Fair)
- 1965: Schwarze Sporen (Black Spurs)
- 1966: Paris ist voller Liebe (Made in Paris)
- 1969: Tote Bienen singen nicht (Flareup)
- 1972: Visum für die Hölle (Black Gunn)

Fernsehauftritte
- 1957: The People’s Choice
- 1958: The Red Skelton Show
- 1960: Peter Gunn
- 1963: Tausend Meilen Staub (Rawhide)
- 1969–1970: Planet der Giganten (Land of the Giants)
- 1973: Männerwirtschaft (The Odd Couple)
- 1977: Quincy (Quincy M.E.)
- 2014: The Dr. Susan Block Show